# Laniarius brauni
Laniarius brauni là một loài chim trong họ Malaconotidae.